# 罗伯特·蒙德
罗伯特·路德维希·蒙德 ，FRS，FRES（Sir Robert Ludwig Mond，1867年9月9日—1938年10月22日），英国化学家和考古学家，皇家学会会士，爱丁堡皇家学会会士。化学家和实业家路德维希·蒙德的长子。出生于英国兰卡夏郡温德尼斯，先后就读于剑桥大学彼得学院, 苏黎世联邦理工学院,爱丁堡大学, 格拉斯哥大学。与其父合作发现了四羰基镍， 他还完善了五羰基铁的生产工艺， 发现了一系列金属羰基配合物，包括钴的羰基-亚硝酰配合物和十二羰基三钌 。